# Chersonèse d'Or

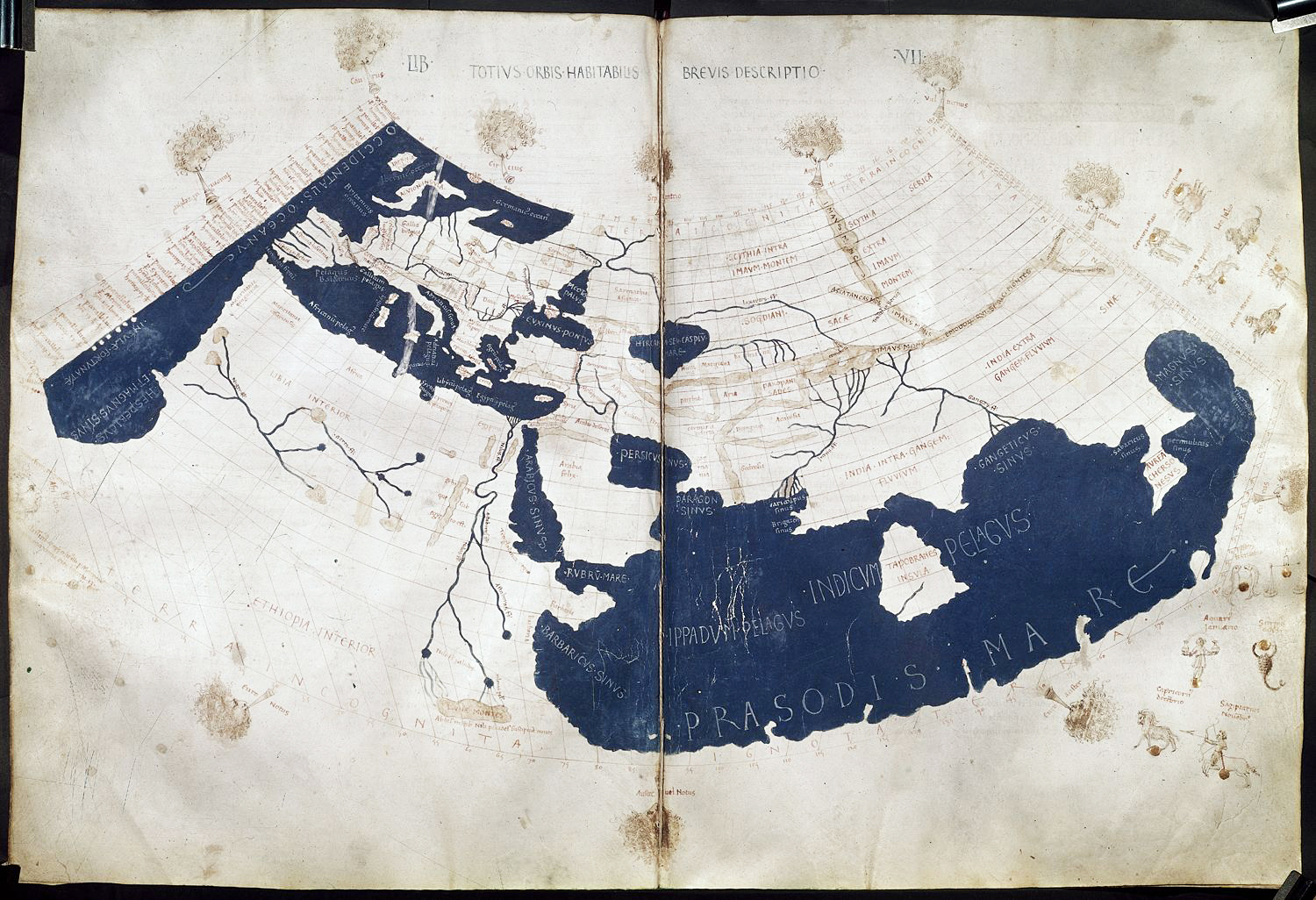
La carte du monde de Ptolémée, reconstituée à partir de sa Geographia (vers 150), indique les pays de Serica, Sinae (la Chine) à l’extrême droite, au-delà de l’île de Taprobane (Sri Lanka, trop grande) et l’Aurea Chersonesus

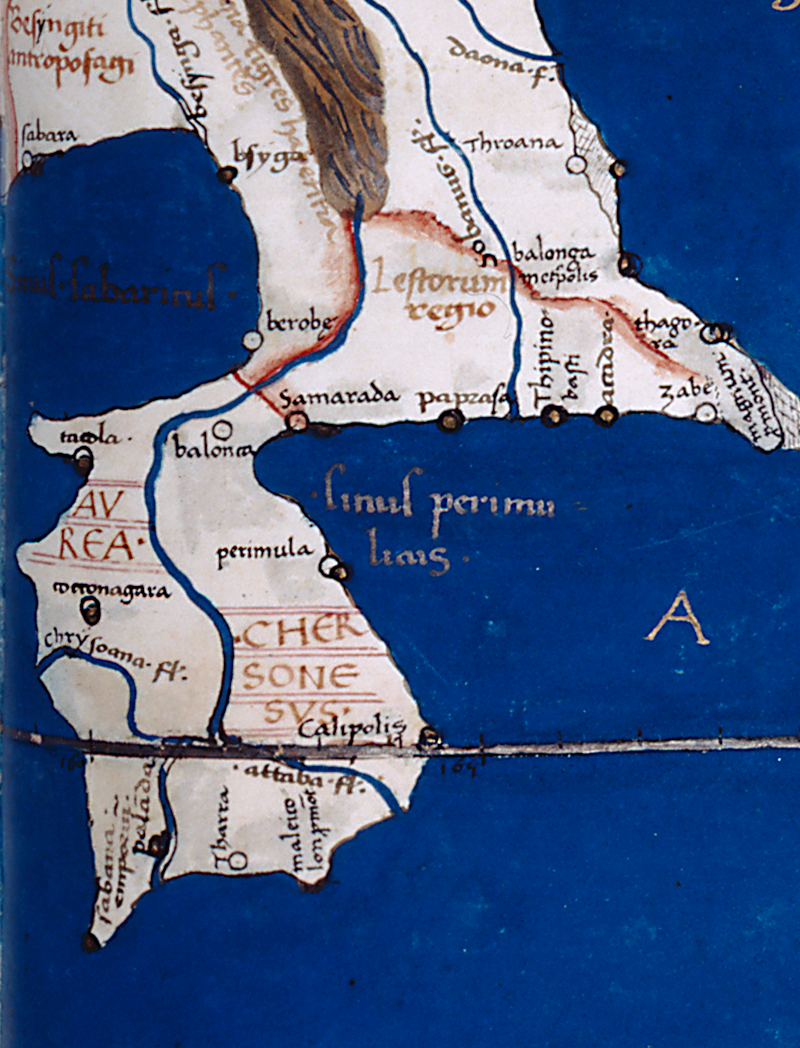
Détail.

La Chersonèse d'Or, mentionnée dans la Géographie de l'astronome grec Ptolémée (90-168 apr. J.-C.), correspond peut-être, soit à l'actuelle péninsule Malaise (partagée entre la Thaïlande et la Malaisie), soit à l'île indonésienne de Sumatra.
Le mot chersonèse vient du grec ancien χερσόνησος (khersonêsos), formé sur χέρσος (khersos), "continent" et νῆσος (nêsos), "île". Le nom "Chersonèse d'Or" est à rapprocher de :
- Suvarnadvipa, « l'île d'or » en sanskrit, nom mentionné dans l'épopée indienne du Rāmāyana écrite entre le IIIe siècle av. J.-C. et le IIIe siècle apr. J.-C., qui désigne peut-être l'île indonésienne de Sumatra,
- Suvarnabhumi, « la terre de l'or », nom mentionné dans des textes du bouddhisme écrits entre le IIIe siècle av. J.-C. et le VIe siècle apr. J.-C. (comme les Jataka, recueil de contes liés à la tradition bouddhiste theravāda, la chronique ceylanaise du Mahavamsa (VIe siècle) et le Milindapañha) qui désigne peut-être l'Asie du Sud-Est insulaire,
- Kin Lin, nom que les Chinois donnaient à l'Asie du Sud-Est, kin voulant dire « or ».